# Jerome Frank
Jerome New Frank, né le 10 septembre 1889 à New York et décédé le 13 janvier 1957 à New Haven a été avocat, académicien et juge. A travers sa pratique et ses écrits, il a joué un rôle de premier plan dans le mouvement du réalisme juridique américain. Au cours de sa carrière, il a notamment été président de la Securities and Exchange Commission et juge à la Cour d'appel des Etats-Unis pour le deuxième circuit.

## Vie personnelle et éducation
Jerome Frank est né le 10 septembre 1889 à New York.Il a grandi au sein d’une famille d’origine allemande et de confession juive. En 1914, Il épouse Florence Kiper, un poétesse membre du cercle littéraire, Monroe’s circle. Le couple nourrit un intérêt pour la littérature et la psychologie freudienne. Le 10 avril 1917, Barbara Franck est née de cette union. En 1909, à l’université de Chicago, il obtient un bachelier en philosophie et littérature ainsi qu’un doctorat en droit en 1912. Jérôme Frank meurt le 13 janvier 1957 à New Haven.

## Parcours professionnel et impact

### Incursion dans le privé

#### Avocat à Chicago
Diplômé d’un Master en droit en 1912 de l’Université de Chicago Frank est admis au barreau de l’Illinois et travaille comme assistant juridique jusqu’en mars 1913, date à laquelle il rejoint le cabinet d'avocats de Chicago Levinson, Becker, Cleveland et Schwartz.

### Service du pouvoir judiciaire

#### Cour d’appel
C’est en 1940 que Jerome Frank est nommé juge à la Cour d'appel des États-Unis pour le deuxième circuit par le président Roosevelt, qui fut son activité professionnelle principale et la plus importante.
Il y a servi jusqu'à sa mort et s’est distingué comme un juge exceptionnel dans les branches de la procédure, de la finance, du droit criminel et des libertés civiles.
Durant les quinze années passées à la cour, Frank écrit plus de 700 opinions. Il les a souvent utilisées comme moyen de véhiculer ses idées sur la nécessité d’opérer des réformes sociales et judiciaires. Afin d’appuyer ses propos, il n’hésite pas à faire usage d’humour et à s’appuyer sur des matériaux divers tels que la psychologie, la philosophie ou encore la littérature.

#### Philosophie juridique - affaires importantes

##### Un juge activiste auprès de la Cour suprême
Frank était une personne qui aimait le changement. Il avait à cœur de réévaluer les vieilles pratiques et coutumes afin de les faire évoluer et rencontrer les besoins actuels. C’est dans cette mesure que Frank s’identifie comme sceptique. Il conçoit le scepticisme comme une philosophie positive, qui doit être stimulée par une volonté réformatrice. C’est la voie qu’il a essayé d’emprunter alors qu’il était juge. Frank a toujours été opposé à la doctrine de la rule certainty.
Néanmoins et quoi que cela puisse paraître contraire à sa vision du droit, il s’est toujours plié à la stare decisis. Bien qu’il conçût le juge comme ayant un pouvoir discrétionnaire presque sans limite dans sa doctrine, sa position lui imposait d’obéir aux jeux du respect des précédents. Toutefois, par des moyens inventifs, il a tout de même essayé d'infléchir les courants qu’il estimait dépassés. Jerome Frank a été, selon la doctrine, le juge qui a réussi à obtenir gain de cause le plus grand nombre de fois auprès de la Cour suprême.

##### Dissident opinion
La principale manière d’arriver à ses fins était de rédiger des opinions dissidentes. La relation de Frank à la Cour suprême s'apparente plus souvent à celle d’un avocat que d’un juge. Dans nombre d’opinions dissidentes, il parvient à persuader la Cour d’opérer un revirement de jurisprudence. S’il suivait la stare decisis, il ne se privait pas de la critiquer et de mettre en avant toutes les raisons pour lesquelles elle était dépassée.

##### Nouvel outil judiciaire” - United States v. Roth
Dans Roth v. United States, Frank a perfectionné un nouvel outil judiciaire dont la technique consistait à suivre et à évaluer les précédents de la Cour suprême. Dans cette affaire, Frank écrit une opinion concordante à la décision, “qui a confirmé la condamnation d'un accusé au criminel pour obscénité”. Frank a considéré que la législation fédérale était inconstitutionnelle. Il y avait selon lui, une différence constitutionnelle entre la réglementation touchant les adultes et celle touchant les enfants. En outre, Frank notait que la législation faisait peser sur le système judiciaire des problèmes de procédure juridique gênants, elle permettait en effet aux procureurs et aux jurés d'exercer un énorme pouvoir discrétionnaire.
L'effort judiciaire de Frank dans l'affaire Roth a permis d'identifier et d'éclairer les principaux éléments de la doctrine de l'imprécision et cela lui a permis de démêler la contrainte sur la liberté d'expression posée par de telles lois.

### Service au pouvoir exécutif

#### Premières incursions en politiques
Jérôme Frank fait ses premiers pas en politique avant même d’avoir fini ses études de droit à l’University of Chicago. En 1909, il est devenu le secrétaire de Charles Edward Merriam, un de ses anciens professeurs, élu conseiller municipal de Chicago. Il en a tiré une expérience précieuse des pratiques politiques. Un décennie plus tard, Jérôme Frank fait une seconde incursion dans le monde politique. En 1921, lorsque Alderman Ulysse S. Schwartz, un ami qu’il avait aidé à régler des tractions disputes, un conflit concernant la franchise et la propriété des lignes de tramway, est devenu président du Local Transportation Committee, Jérôme Frank a été nommé un des avocats du comité. En 1923, peu de temps après l’élection de William E. Dever comme Maire, il est devenu membre de son cabinet, le kitchen cabinet. Il y a travaillé sur un projet d’ordonnance sur les tractions. Son rejet par référendum, en 1925, a marqué la fin de son engagement politique à Chicago. Enfin, durant la Première Guerre mondiale, Jérôme Frank a été l'assistant de Joseph P. Cotton. Cotton gérait alors les stocks de la Food Administration sous Herbert Hoover. En 1929, Cotton est devenu sous-secrétaire d’Etat. Il a, entre autres, conclu des transactions de viande avec la Allied Purchasing Commission.

#### Un engagement pour le New Deal.
En 1933, fort de toutes ces expériences dans la politique, Jérôme Frank demande à Félix Frankfurter de lui trouver un emploi dans l’administration du New Deal du Président Roosevelt. La vision du droit de Frank est profondément marquée par un zèle réformiste, lequel était, selon lui, incarné par le New Deal. Il considère ce programme comme une série élaborée d’expériences poursuivant l’objectif d’améliorer le bien-être d’une grande partie du peuple américain. En ce sens, il est l’une des figures d’une révolution qui a vu le jour après la dépression, à savoir les avocats qui ont quitté le milieu universitaire et le privé pour rejoindre l’arène politique.
Selon Frank, il existe un lien fort entre les réalistes et le New Deal. Ainsi, de 1933 à 1941 Frank s'est impliqué dans le New Deal et a occupé divers postes au sein des différentes administrations avant de faire un bref retour dans le privé.

##### Securities and Exchange Commision(SEC)
En décembre 1937, sous la recommandation de William O. Douglas qui quittait la SEC en raison de sa nomination à la Cour Suprême, Jérome Franck est nommé au sein de la Securities and Exchange Commision (SEC). Ensuite, entre 1939 et 1941, Frank présidera la SEC.
Pendant le mandat de Frank à la SEC, les principales tâches de l'agence étaient la réorganisation de la Bourse de New York et la réorganisation des sociétés holding de services publics en vertu de la Holding Company Act de 1935. Frank a défendu un application stricte de la législation réglementant les grandes entreprises mais conservant tout de même une attitude conciliante envers les entreprises et correspondant avec de nombreux hommes d'affaires et écrivains économiques.
L’un de ses ouvrages, If Men Were Angels, publié en 1942, traite de son point de vue sur le rôle des organismes de réglementation gouvernementaux et est le résultat direct de son travail au sein de la SEC.

##### Agricultural Adjustment Administration (AAA)
Entre 1933 et 1935, Frank a été  conseiller général, au sein de la Agricultural Adjustment Administration (AAA) créée par l’Agricultural Adjustment Act. Frank ne partageait pas les opinions de certains administrateurs et estimait que ces derniers n'étaient pas suffisamment réformateurs. Ainsi, en octobre 1933, Jérôme Frank est fortement contrarié par le plan consistant à faire augmenter les prix des produits fermiers en détruisant les surplus et décide de fonder la Federal Surplus Relief Corporation. L’objectif était alors d’acheter les surplus et de les redistribuer à ceux qui n’avaient pas les moyens de s’offrir ces denrées.Ses prises de positions risquées et ses initiatives ont provoqué le licenciement de Frank de l’AAA, en 1935.

##### National Industrial Recovery act(NIRA)
Durant son mandat au sein de l’AAA et même après l’avoir quitté, Franck s'investit dans d’autres projets du New deal tels que le National Industrial Recovery act (NIRA).
Frank a fait partie du comité qui a rédigé une version du NIRA mais cette dernière a été rejetée. Toutefois, la section 7a pour laquelle il a énormément plaidé a été retenue dans la version finale. Cette section garantit le droit des travailleurs à la négociation collective.

##### Civil Works administrationet laFederal Emergency Relief administration.
Entre 1933 et 1935, Frank conseille de manière informelle Harry Hopkins  qui préside la Civil Works administration et la Federal Emergency Relief administration.

##### Public Work Administration
En décembre 1935, Jerome Frank est nommé conseiller juridique pour la Power division de la Public Work Administration (PWA).
Lorsqu’ il a été fait appel à Jérôme Frank, le Gouvernement était en passe de perdre plusieurs affaires importantes. Des compagnies d’électricité privées remettaient alors en question le droit du gouvernement d’accorder des prêts pour développer des entreprises locales d’électricité. Frank a finalement obtenu de grandes victoires pour le Gouvernement (voy. notamment: Alabama Power Company v. Ickes et Duke Power Company v. Greenwood Country). Il a ainsi directement contribué à la réalisation de la politique du New Deal.

##### Reconstruction Finance Corporation(RFC)
Après avoir quitté la AAA, Frank rejoint la Reconstruction Finance Corporation (RFC) comme conseiller spécialisé dans les affaires liées au chemins de fer.
Temporary National Economic Committee.
Alors qu’il était membre de la SEC, Frank fait également partie de Temporary National Economic Committee.
Le Temporary National Economic Committee (TNEC) a été créé par une résolution conjointe du Congrès des États-Unis le 16 juin 1938 et a été supprimé, le 3 avril 1941. La fonction du TNEC était d'étudier la concentration du pouvoir économique et de présenter ses conclusions au Congrès.Le contenu de ces rapport demeure largement confidentiel.

## Principaux ouvrages
En 1930, Jerome Frank a publié Law and the Modern Mind. Dans cet ouvrage, il s’est attelé à déconstruire ce qu’il a appelé le “mythe juridique”, à savoir la croyance que les règles juridiques sont certaines et que, dans leur application à des cas d’espèce, les tribunaux se limitent à les mettre en œuvre de manière mécanique. La publication de Law and the Modern Mind a permis à Frank d’être reconnu dans le monde juridique. La même année, il a donné une conférence à la New School for Social Research de New York et il a été nommé chercheur associé invité à la Yale Law School.
Jerome Frank a écrit son second livre, Save America First, lors de son bref retour au privé et l’a publié en 1938. Dans cet ouvrage, il a défendu l’idée que les Etats-Unis devaient se garder d'intervenir dans les conflits européens.
Son service au pouvoir judiciaire n’a pas empêché Jerome Frank de publier d’autres écrits académiques. Son troisième livre, If Men Were Angels, est publié en 1942. Il y a défendu les politiques du New Deal ainsi que l’intervention étatique. Trois ans plus tard, il publie Fate and Freedom. En 1949, il publie son livre le plus notoire depuis Law and the Modern Mind, notamment Courts on Trial. Dépourvu des excès du “subjectivisme”, cet ouvrage a mis en lumière une des institutions les plus importantes de l’ordre juridique américain, à savoir le tribunal de première instance. Not Guilty, son dernier livre, a été publié après son décès, en 1957. Il l’a écrit avec sa fille, Barbara.